# Bastian Henning
Bastian Henning (* 27. Mai 1983 in Kiel) ist ein deutscher Fußballspieler, der seit 2020 für den TSV Travemünde spielt. 

## Karriere
In seiner Jugendzeit spielte Henning vierzehn Jahre lang bei TuS Felde. Zwischenzeitlich spielte er von 2000 bis 2003 bei Holstein Kiel, bevor er wieder eine kurze Zeit für TuS Felde zum Einsatz kam. Die folgenden vier Jahre spielte er für den Rendsburger TSV und dem TSV Kropp. 2008 wechselte der Kieler zum VfB Lübeck. Hier war er in der Torschützenliste Siebenter in Saison 2008/09 und Dritter in Saison 2010/11. Für die Saison 2011/12 stand Henning für den Chemnitzer FC unter Vertrag. Seit Juli 2012 spielt Henning für den FC Schönberg 95, zunächst in der Verbandsliga Mecklenburg-Vorpommern und nach dem Aufstieg 2013 in der Oberliga Nordost. Nach der Saison 2014/15 stieg er mit Schönberg als Oberliga-Vizemeister in die Regionalliga Nordost auf. Nach vier Jahren beim FC Schönberg vollzog Henning 2016 den Wechsel zum Verbandsligisten FC Dornbreite. Den Klub führte er 2016/17 mit 33 Saisontoren zum Aufstieg in die Oberliga, ein Jahr später stieg man wieder ab. Seit 2020 spielt Hennig beim Landesligisten TSV Travemünde.